# Národní den žab

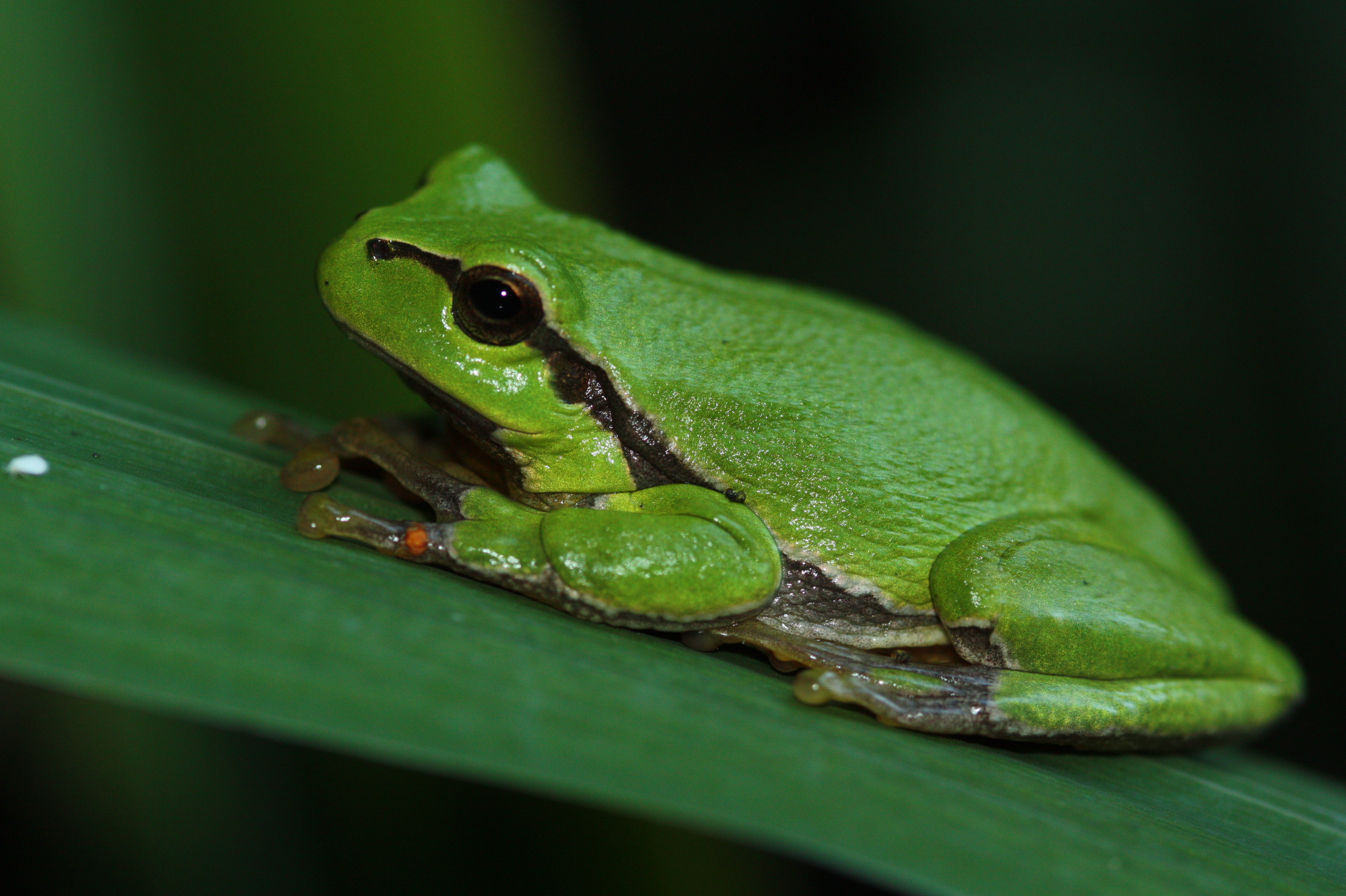
Naše stromová žába rosnička zelená

Národní den žab (NDŽ) připadající na 12. března se z iniciativy Muzea přírody Český ráj slaví od roku 2013.

## Vznik
Svátek vznikl na základě každoročního vyhlašování Obojživelníka roku, které probíhá od roku 2007. Začali ho slavit rekreační běžci při akci Žabí běh K běhu patřily i informace o našich žábách. Pak se přidaly základní školy s  programy zaměřenými na obojživelníky.
Národní den žab byl stanoven na období, kdy se žáby žijící v Česku začínají probouzet ze zimního spánku (tzv. hibernace). Dokládá to i stará lidová pranostika „Na svatého Řehoře, čáp letí přes moře, žába hubu otevře, ledy plují do moře, líný sedlák, který neoře“.

## Účel
Cílem jeho vyhlášení je upozornit na potřebu ochrany obojživelníků.
Žáby v tuto dobu migrují z místa svého zimoviště k vodním plochám. Cestou však často musí překonávat silnice, čímž se vystavují velkému nebezpečí. Možností, jak těmto obojživelníkům v jejich každoroční cestě pomoci, je například budování bariér a podchodů pro obojživelníky. Obojživelníky je potřeba chránit, jelikož jsou důležitou součástí potravních řetězců.